# Yago Pico de Coaña
Yago Pico de Coaña y de Valicourt (Madrid, 15 de marzo de 1943) es un antiguo diplomático español, nombrado embajador de España en Austria el 16 de noviembre de 2010 en sustitución de José María Pons Irazazábal.

## Biografía
Miembro de una familia de la hidalguía astur, oriunda de Coaña, donde posee una casona blasonada. Licenciado en Derecho por la Universidad Complutense de Madrid, ingresó en 1971 en la carrera diplomática. Estuvo destinado en las representaciones diplomáticas españolas en Guatemala, Naciones Unidas y Organización de Estados Americanos. Fue subdirector general de Asuntos Políticos de México, Centroamérica y Países del Caribe, embajador de España en Nicaragua y director general de Política Exterior para Iberoamérica. En 1996 fue nombrado embajador de España en Colombia y, posteriormente, vocal asesor en el Gabinete Técnico de la Subsecretaría de Asuntos Exteriores. En octubre de 2003 pasó a ocupar el puesto de embajador delegado permanente de España en la UNESCO y en julio de 2004, el de embajador en Misión Especial para Asuntos Multilaterales Iberoamericanos. De abril de 2005 a noviembre de 2010 fue presidente del consejo de administración del Patrimonio Nacional. Se opuso al cierre de la basílica del Valle de los Caídos, decretada por el gobierno de Zapatero.